# Wieża Bismarcka w Burgu (Spreewald)
Wieża Bismarcka w Burgu (Spreewald) (w latach 1950–1990: Jugendturm) – jedna z wież Bismarcka, zlokalizowana na Górze Zamkowej, około 1,5 km na północ od miasta Burg (Spreewald) (dolnołuż. Bórkowy (Błota)) na Łużycach.
Wieża ma 29 metrów wysokości i wzniesiona jest z czerwonej cegły (1.500.000 sztuk) na dawnym wale obronnym. Zbudowano ją w latach 1914–1917 z inicjatywy miejscowego lekarza – dra Behla, co planowano już od 1900. Obiekt jest udostępniony – z platformy widokowej rozpościera się widok na znaczącą część Spreewaldu i tereny przyległe (widać m.in. kopułę Tropical Islands i kopalnię węgla brunatnego Schwarze Pumpe). Wewnątrz ulokowano niewielką izbę tradycji Ottona von Bismarcka, a w strefie wejściowej znajduje się tablica pamiątkowa z płaskorzeźbą kanclerza, obramowana kolorowymi pasami kafli z motywami roślinnymi. Napis na tablicy głosi: Ihm, der aus Volkes Nacht und Not gegründet Reich und Kaisermacht und Ihnen, deren Heldentod Sein Riesenwerk erst ganz vollbracht (Temu, który z mroku i nędzy ludu zbudował zjednoczone państwo i cesarską władzę, oraz tym, których bohaterska śmierć Jego wiekopomne dzieło doprowadziła do spełnienia).
Wokół wieży odbywają się coroczne festiwale: Szprewaldzka noc baśni i Noc duchów dyniowych. Do 1970, w bezpośrednim sąsiedztwie wieży, przebiegało torowisko kolei wąskotorowej Spreewaldbahn (obecnie droga rowerowa).